# Betting
Betting település Franciaországban, Moselle megyében. Lakosainak száma 860 fő (2022. január 1.). Betting Béning-lès-Saint-Avold, Cocheren, Freyming-Merlebach, Guenviller, Hombourg-Haut és Seingbouse községekkel határos.

## Népesség
A település népességének változása:
| Lakosok száma | 729  | 758  | 808  | 890  | 831  | 841  | 882  | 870  | 863  | 860  |
|               | 1968 | 1982 | 1990 | 2006 | 2013 | 2015 | 2017 | 2019 | 2020 | 2022 |